# Преференційна зона
Зона преференційної торгівлі (також угоди преференційної торгівлі) є торговим блоком, який дає преференційне право доступу до певних продуктів від країн-учасниць. Це робиться шляхом зниження тарифів, а не шляхом скасування їх повністю. Зона преференційної торгівлі може бути встановлена за допомогою торговельної угоди. Це є першим етапом економічної інтеграції. Межа між зоною преференційної торгівлі та зоною вільної торгівлі (ЗВТ) може бути розмитою, оскільки майже будь-яка зона преференційної торгівлі має головну мету стати ЗВТ відповідно до Генеральної угоди з тарифів і торгівлі.
Тарифні преференції створюють численні відхилення від нормального принципу торговельних відносин, тобто члени Світової організації торгівлі (СОТ) повинні застосовувати той же тариф на імпорт від інших країн-членів СОТ.
Преференційна угода підписується між двома або більше країнами з метою спрощення міжнародної торгівлі між ними шляхом зниження внутрішніх тарифів. В таких випадках країна встановлює пільгові митні тарифи на одні й ті ж товари для торгівлі в зоні преференційної торгівлі та звичайні – для торгівлі з рештою країн. Преференційна торгівля є найпростішою формою міжнародної економічної інтеграції. Зона вільної торгівлі на відміну від преференційної угоди передбачає повну ліквідацію митних бар’єрів у взаємній торгівлі. 
Україна підписала угоди про утворення зон вільної торгівлі з багатьма країнами СНД, зокрема з Росією, Молдовою, Білоруссю тощо. Підписання таких угод дійсно пожвавило взаємну торгівлю з цими державами. Проте використання режимів преференційної та вільної торгівлі часом має для України негативні наслідки через низьку конкурентоздатність її товарів. Тому часто доводиться компенсувати знижені або відмінені митні тарифи системою квот.

## Перелік зон преференційної торгівлі
Зона вільної торгівлі – це в основному зона преференційної торгівлі зі збільшеним обсягом зниження тарифів. Всі зони вільної торгівлі, митні союзи, спільні ринки, економічні союзи, митні та грошові спілки і економічні та фінансові союзи вважаються покращеними формами зони преференційної торгівлі, але вони не перераховані нижче.

### Багатосторонні
- Організація економічного співробітництва (ОЕС) (1992)
- Всезагальна система преференцій
- Глобальна система торговельних преференцій між країнами, що розвиваються (ГСТП) (1989)
- Асоціація латиноамериканської інтеграції (1981)
- Протокол щодо торговельних переговорів (PTN) (1973)
- Угода щодо преференційної торгівлі в Південній Азії (1999)
- Південно-тихоокеанська угода про регіональну торгівлю та економічне співробітництво (1981)

### Двосторонні
- Європейський Союз - країни АКТ
- Індія - Афганістан (2003)
- Індія - Маврикій
- Індія - Непал (2009)
- Індія - Чилі (2007)
- Індія - МЕРКОСУР (2009 р)
- АСЕАН - КНР (2005)
- Лаос - Таїланд (1991)